# Picrocuma crudgingtoni
Picrocuma crudgingtoni är en kräftdjursart som beskrevs av Dennis J. Tafe och Greenwood 1996. Picrocuma crudgingtoni ingår i släktet Picrocuma och familjen Bodotriidae. Inga underarter finns listade i Catalogue of Life.